# Embarr
Embarr ("wyobraźnia") – w mitologii celtyckiej koń Niamh. Mógł biec ponad morzem lub lądem nie dotykając ich powierzchni.